# Al Este del Oeste
Al Este del Oeste ist ein später Italowestern aus spanischer Produktion. Der komödiantische Film von Mariano Ozores wurde im deutschsprachigen Raum nicht gezeigt.

## Handlung
Das Leben im „Osten des Westens“, in La Paz an der mexikanischen Grenze, geht seinen ruhigen Gang. Dann machen zwei sich konkurrierende Banden die Gegend und die Stadt unsicher. Die Leute der Stadt heuern Bill Golden Pistol an, um sie zu beschützen und die Gesetzlosen zu vertreiben. Als dann zwei Fremde ankommen, weiß man nicht, wer Bill ist; und der falsche, Blackandecker, wird für den richtigen gehalten. Am Ende erweist sich genau das als der richtige Weg, um dem Städtchen wieder den Frieden zu bescheren.

## Bemerkungen
Das Titellied des Films wird von Fernando Esteso gesungen. Die Drehorte der Außenaufnahmen liegen in Almería.